# Gräberfeld Hjortsberga
Das 280 m × 85 m große Gräberfeld Hjortsberga (auch Hjortsberga Kirke genannt) in der Gemeinde Ronneby in der schwedischen Provinz Blekinge län und der historischen Provinz Blekinge liegt etwa mittig zwischen den Gräberfeldern Björketorp (südlich) und Hammarskulle und Kasakulle (nördlich). 
Es hat etwa 110 erhaltene Anlagen von der Eisen- bis zur Wikingerzeit. Es handelt sich um Bautasteine (6), runde, rechteckige (1), dreieckige (Treudds) und viereckige Steinsetzungen (12), Grabhügel (55) und 19, zwischen 15 und 30 m lange Schiffssetzungen.
Eine Reihe von Gräbern in Hjortsberga wurden mittlerweile genauer untersucht, darunter eine Steinschiffssetzung und das Grab einer Frau aus dem 9. Jahrhundert.

Gräberfeld Hjortsberga
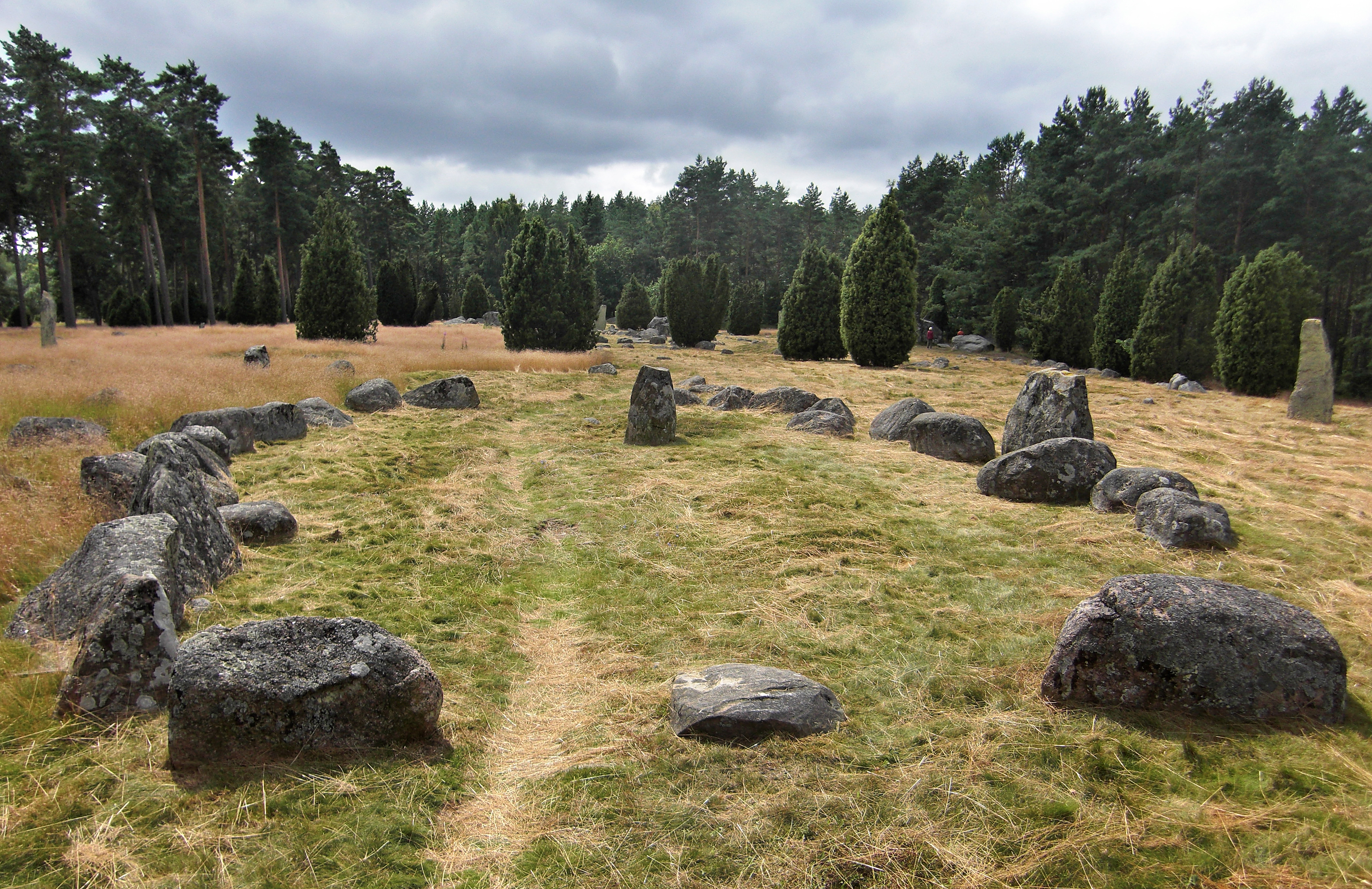
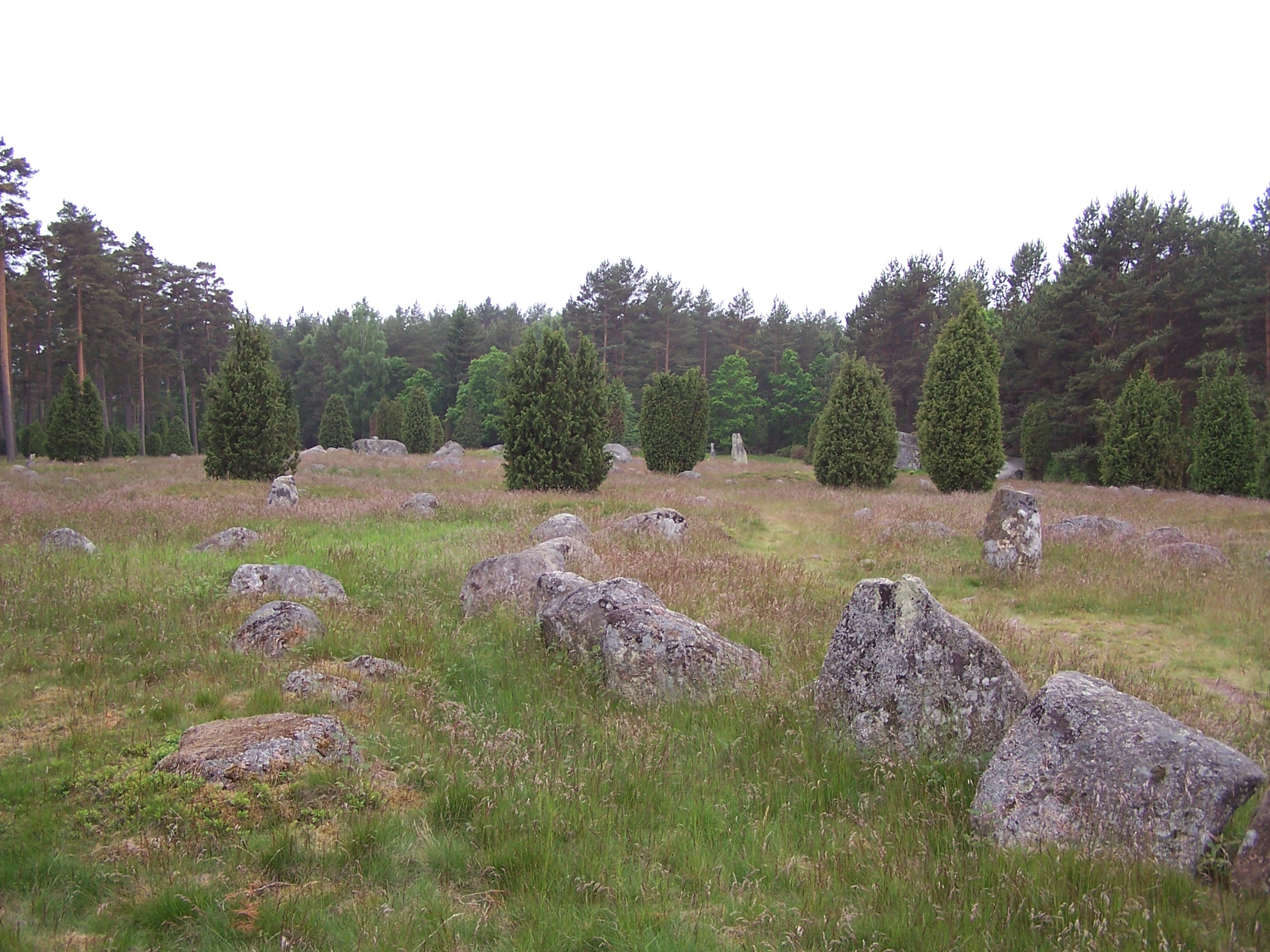
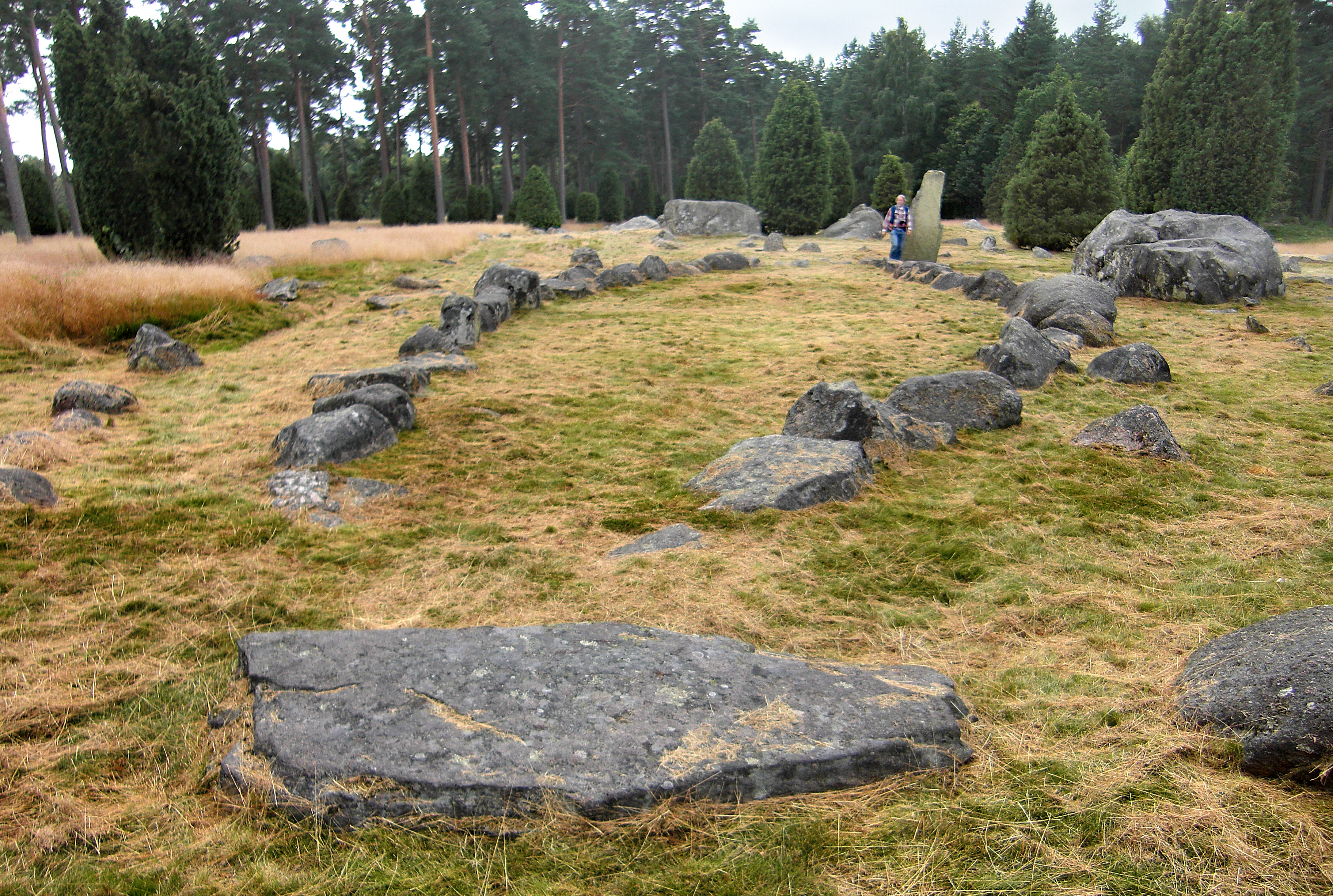
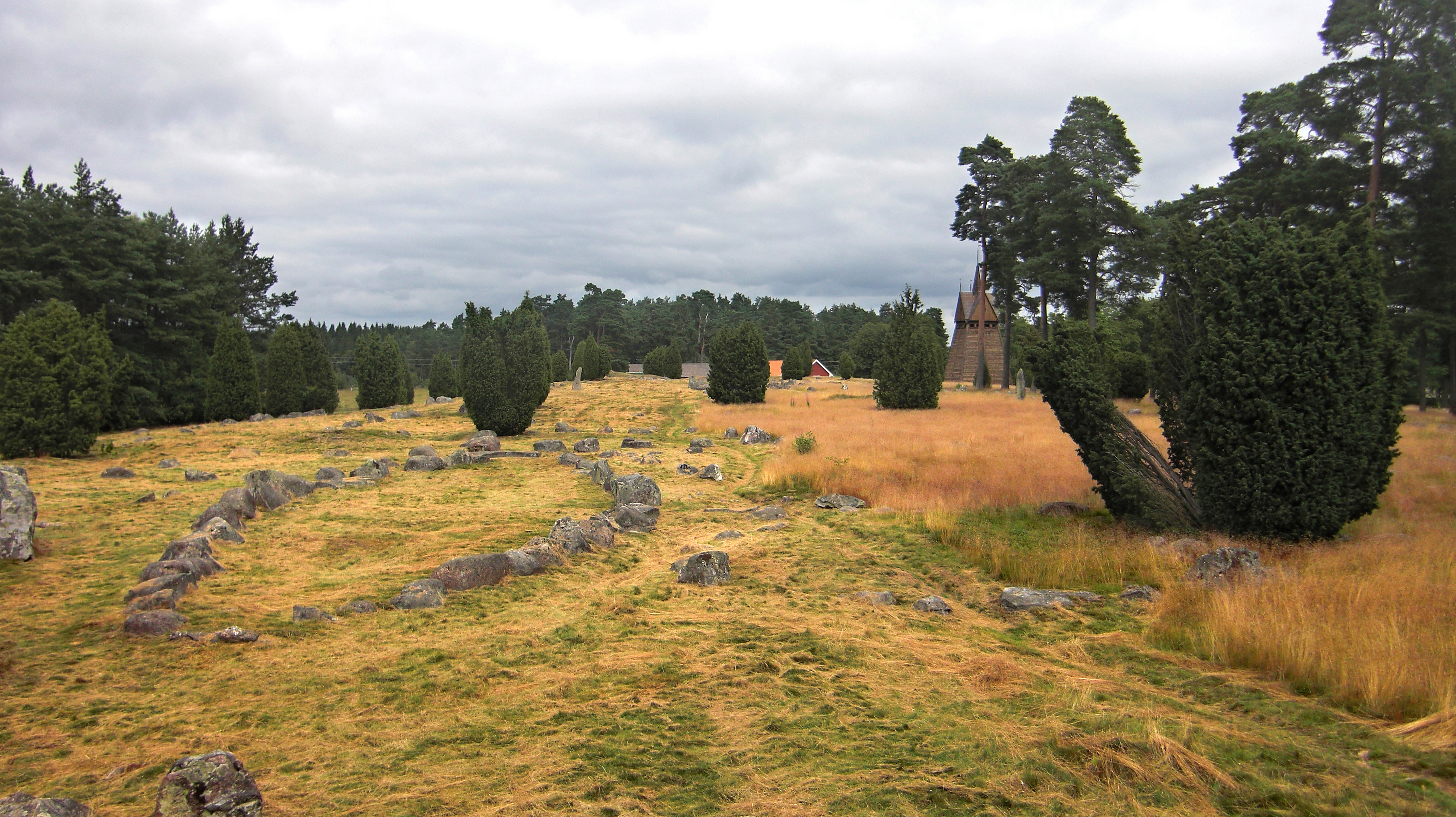
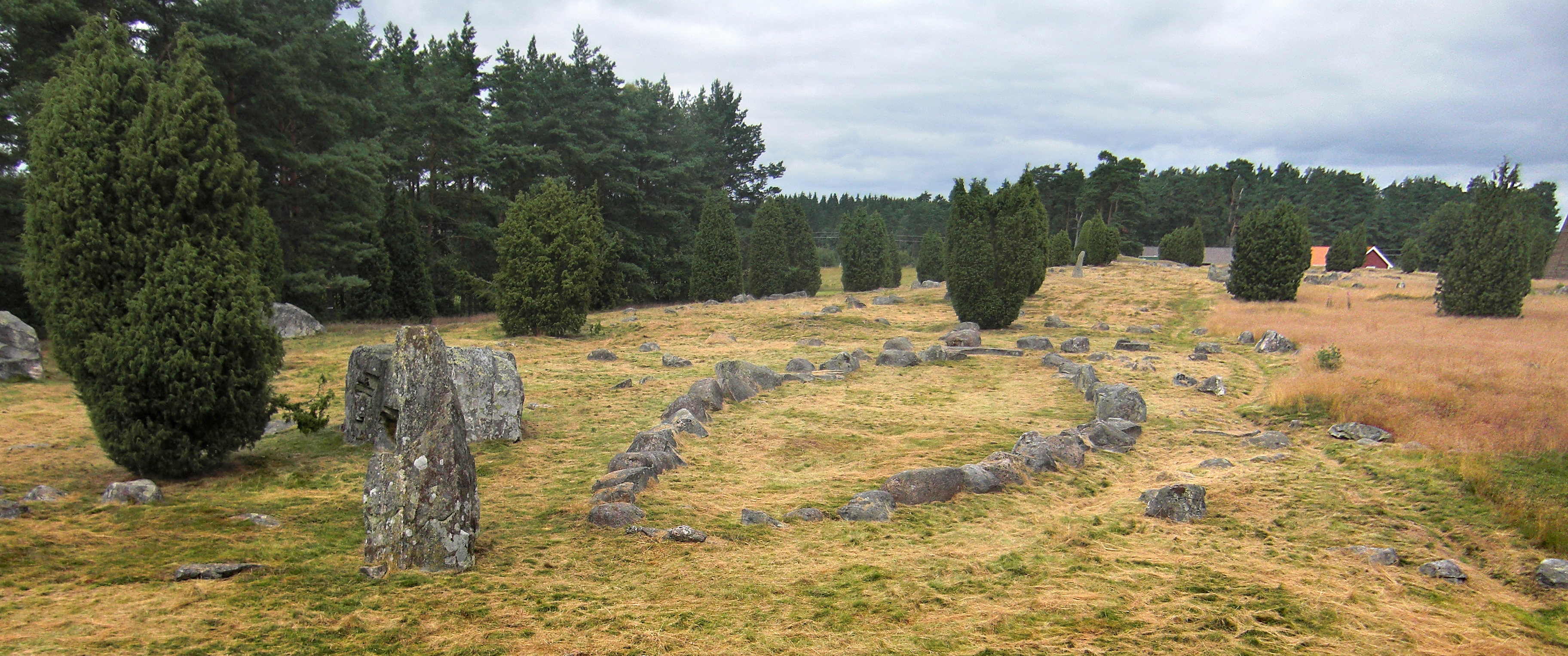
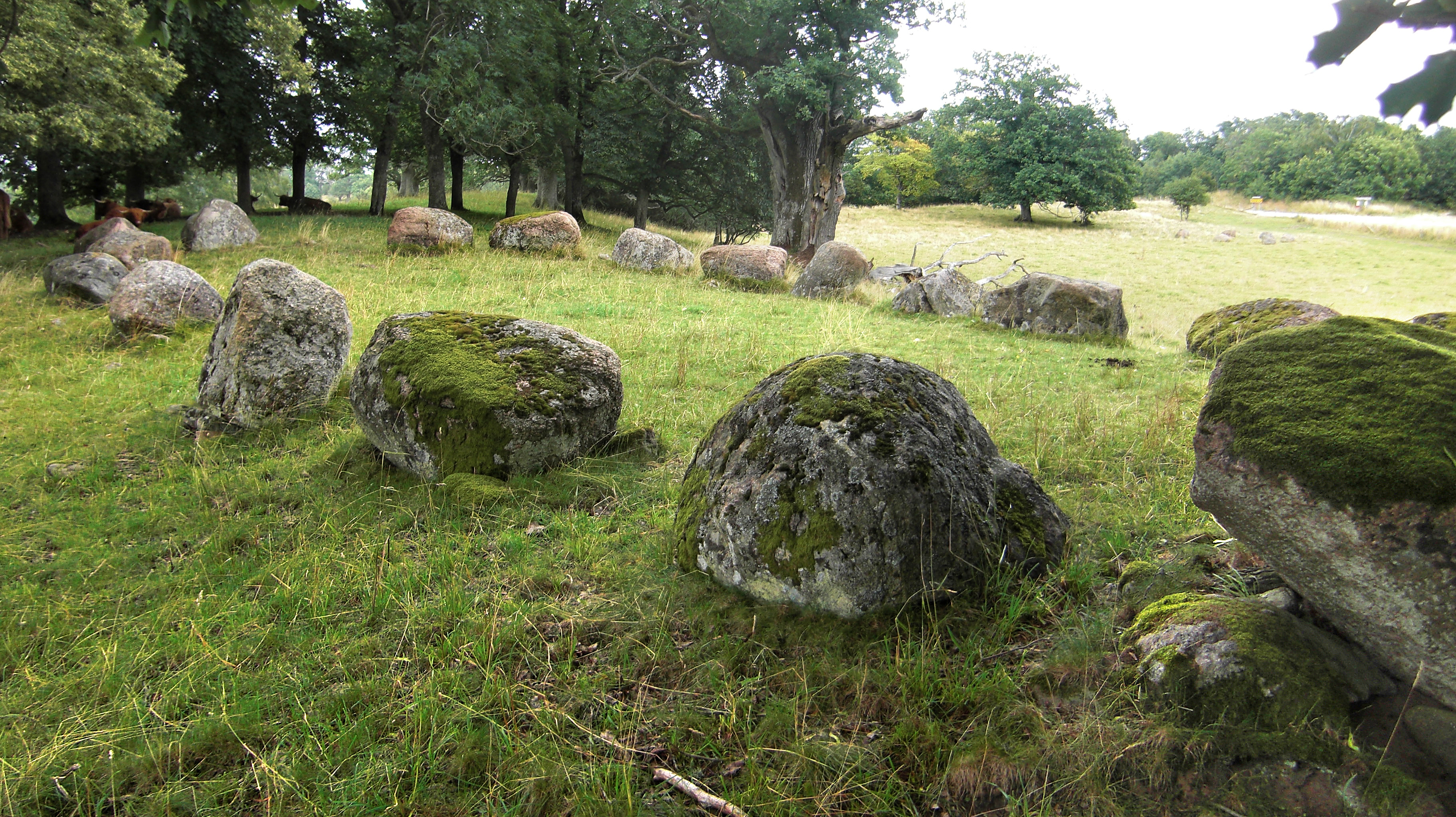
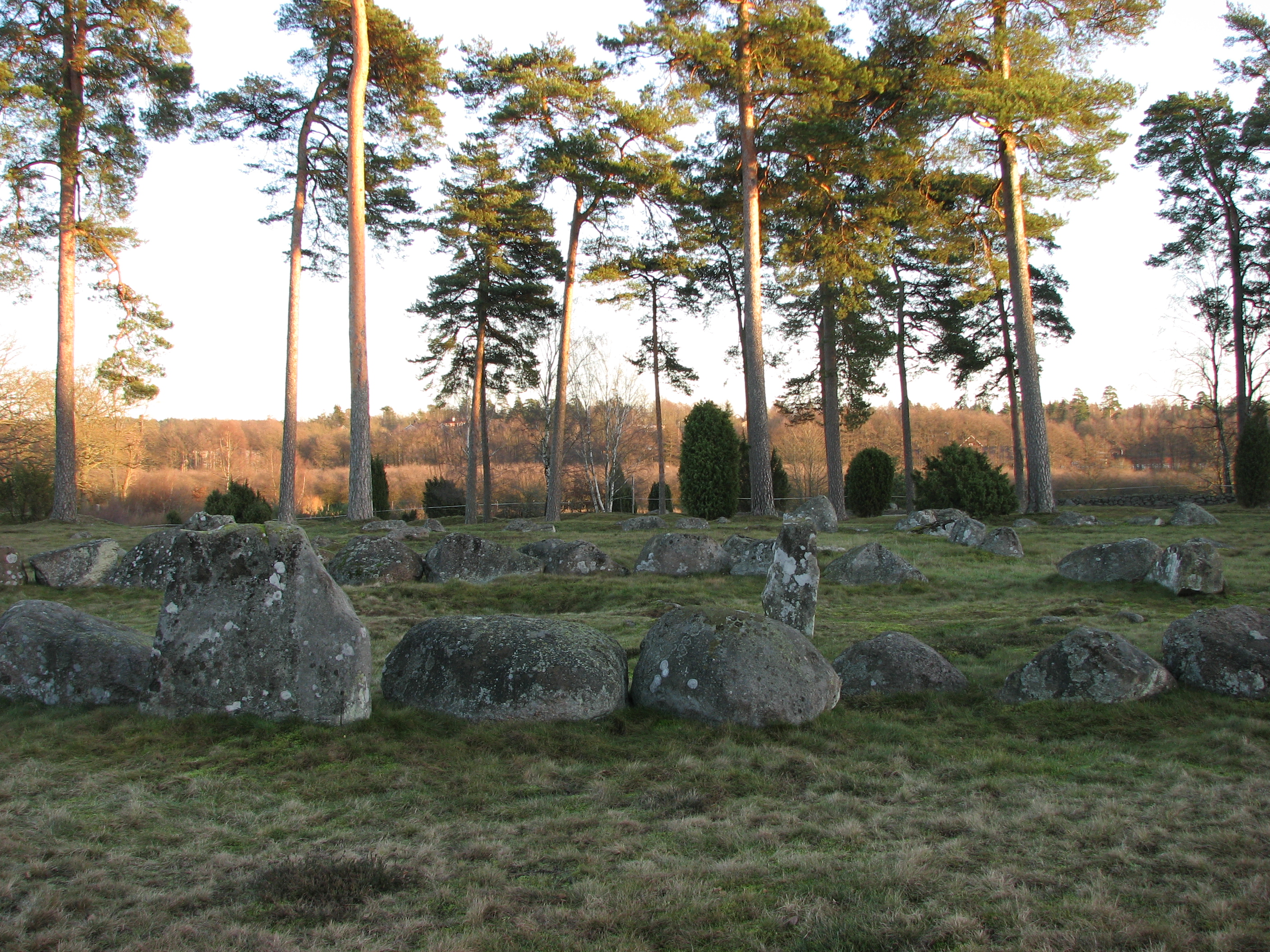
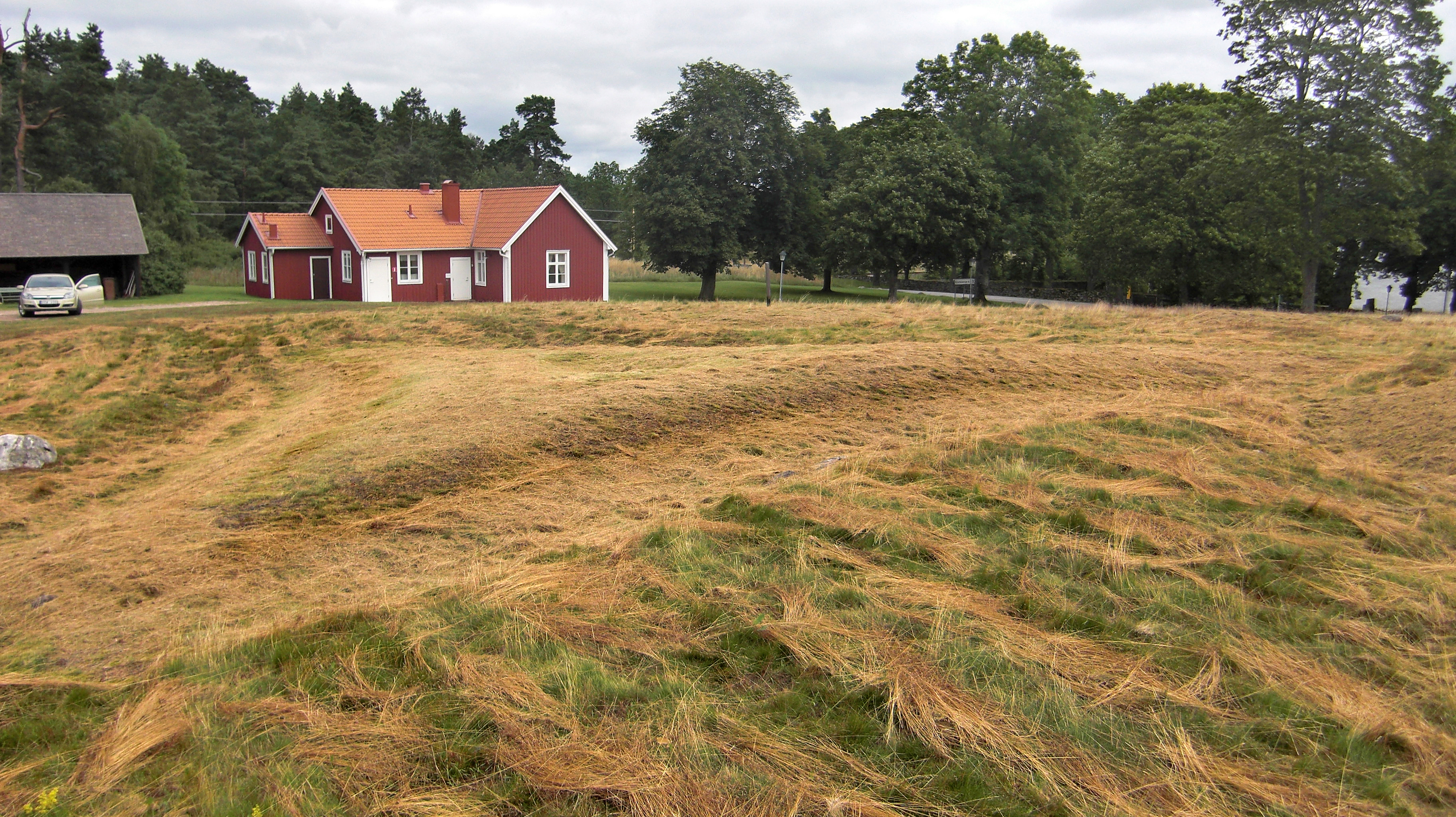
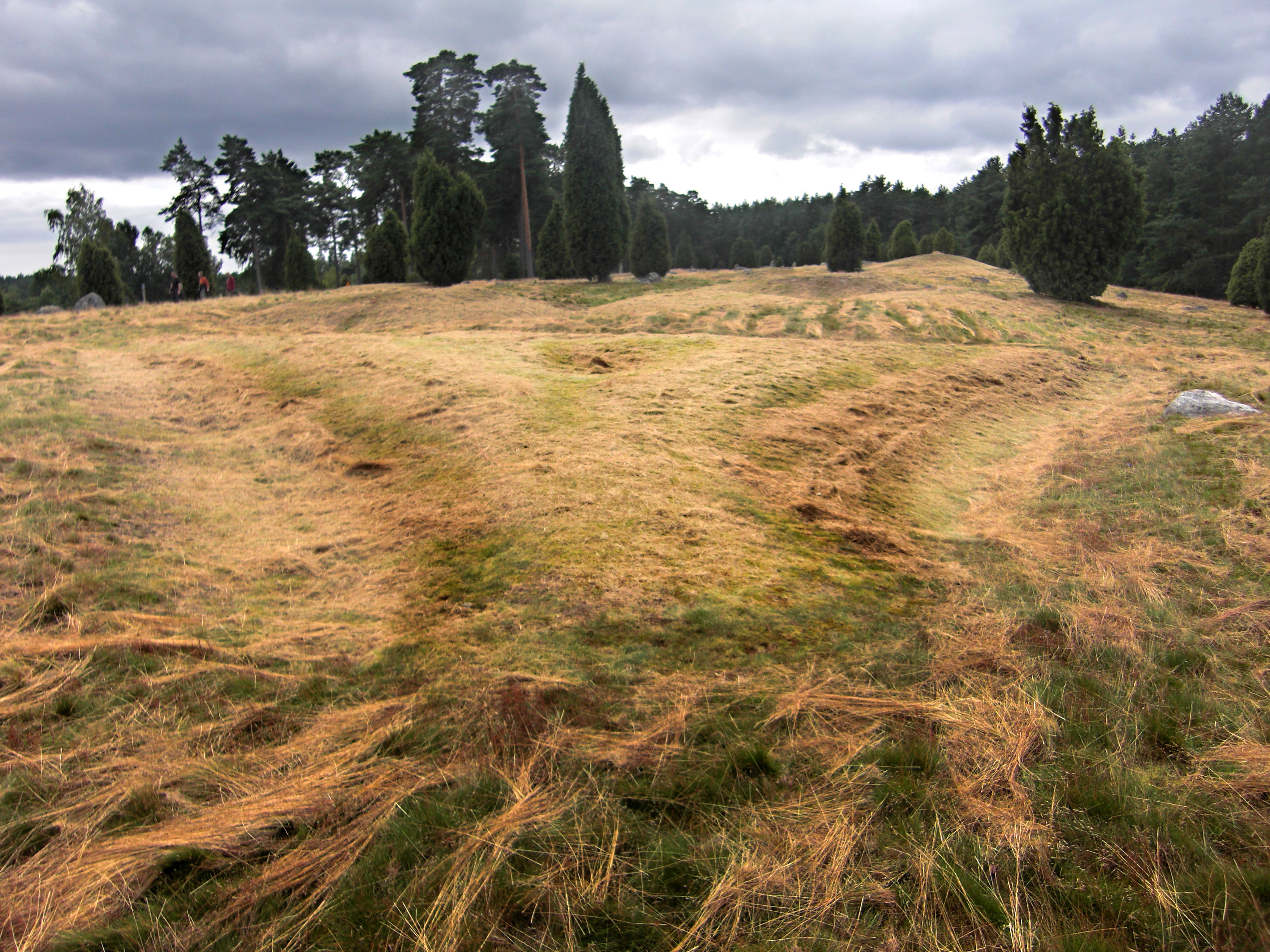
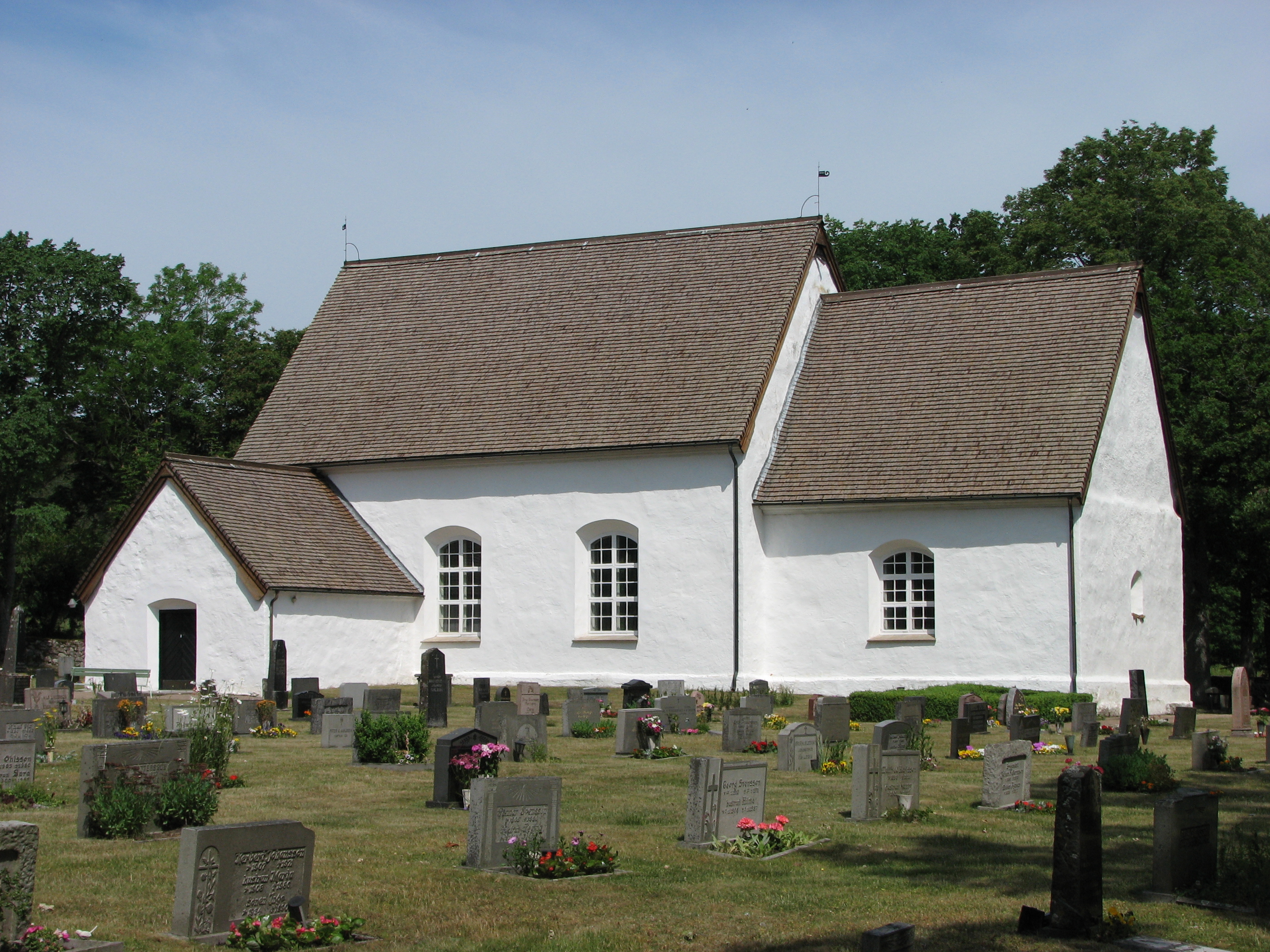
Hjortsberga Kirche